# 於梨华
於梨華（1929年12月28日—2020年4月30日），臺灣旅美小說家，1929年生於上海，1947年舉家遷往台灣，就讀省立臺中女中。1953年國立臺灣大學歷史系畢業，同年赴美進修定居。

## 生平
於梨華祖籍浙江镇海（今宁波市镇海区），於1929年生于上海。1947年，举家迁往臺湾。同年，考入國立臺湾大学外文系。1948年，转入历史系，1953年毕业。1953年9月，赴美国留学，入读美国加州大学洛杉矶分校英文系，后转入新闻系。1956年，获新闻学硕士。
在學期間其創作於夏濟安《文學雜誌》、《自由中國》、《現代文學》、《文壇》等刊物發表。創作風格被劃歸為1960年代台灣現代主義流派，創作主題以「留學生文學」為主。
1975年與第一任丈夫返中國大陸訪親，隨後為文讚美共產主義，在反共的政策下，被國民黨視為「投共」，禁止於梨華回台並封殺其作品，至1987年解除。
2020年4月30日，於梨華於美國馬里蘭州蓋瑟斯堡逝世。5月19日，紐約時報引述於梨華女兒孫曉凡說法指出，於梨華死因為新冠肺炎引發呼吸衰竭。

## 作品
作品有《梦回青河》（长篇小说，台北：皇冠，1963）、《又见棕榈、又见棕榈》、《美国的来信》、《傅家的儿女们》（长篇小说）、《焰》、《變》等。其中《又见棕榈、又见棕榈》被认为是其最具代表作品。
- 夢回青河 (Recollections of Qing River), 1963, 1976, 1988, 1989
- 歸, 1963
- 也是秋天, 1964, 1989, 1990
- 又見棕櫚，又見棕櫚 (Again the Palm Trees), 1966, 1989
- 白駒集 (The White Colt), 1969, 1980
- 黃昏．廊裡的女人, 1969, 1973
- 燄, 1969
- 帶淚的百合, 1971
- 親情之思, 1971
- 考驗, 1973, 1982
- 愛情像水一樣, 1976
- 傅家的兒女們, 1978, 1980, 1994
- 誰在西雙版納, 1978, 1989
- 三人行 (Among Three Walking), 1980
- 變 (Change), 1980
- 雪地上的星星, 1980
- 尋, 1986
- 柳家莊上, 1988
- 會場現形記, 1988, 1989
- 情盡, 1989
- 記得當年來水城, 1989
- 相見歡, 1989
- 交換, 1994
- 一個天使的沉淪, 1996
- 屏風後的女人, 1998
- 狗奶子, 2000
- 人在旅途：梨華自傳, 2000
- 在離去與道別之間 (Between Parting and Goodbye), 2002
- 彼岸 (The Other Shore), 2009
- 秋山又幾重 (When We Meet Again), 2009[3][8][9]

### 資料來源
- 邱貴芬主編，《日據以來臺灣女作家小說選讀(上)》（台北：女書文化，2001）。
- 范銘如，《眾裡尋她——台灣女性小說縱論》（台北：麥田，2002）。
- 於梨华专辑 （页面存档备份，存于）